# Янгіреєво
Янгіре́єво (рос. Янгиреево, чув. Автанçырми) — присілок у Чувашії Російської Федерації, у складі Кукшумського сільського поселення Ядринського району.
Населення — 88 осіб (2010; 111 в 2002, 207 в 1979, 327 в 1939, 312 в 1926, 314 в 1906, 227 в 1858, 112 в 1795).

## Історія
Історичні назви — Велика Єнгіреєва, Янтреєва, Адан-Сірми. До 1866 року селяни мали статус державних, займались землеробством, тваринництвом, виробництвом одягу та взуття, ковальством, бондарством. На початку 20 століття діяло 2 магазини, вітряк. 1931 року утворено колгосп «Червоний маяк». До 1927 року присілок входив до складу Кінярської волості Чебоксарського, пізніше Балдаєвської волості Ядринського повітів, з переходом на райони 1927 року — у складі Ядринського району.

## Господарство
У присілку працює спортивний майданчик.